# Jorge Basadre (província)
Jorge Basadre é uma província do Peru localizada na região de  Tacna. Sua capital é a cidade de Locumba.

## Distritos da província
- Ilabaya
- Ite
- Locumba